# بئر العرش
بئر العرش مدينة جزائرية تقع شرقي ولاية سطيف.
تبعد بحوالي 40 كلم شرق عاصمة الولاية و 87 كلم غرب قسنطينة و 340 كلم شرق الجزائر العاصمة كانت تسمى نافارا في عهد الاستدمار الفرنسي الغاشـم
تعتبر أهم دوائر ولايـة سطيف الـ21
موقعها المتميز على الهضاب العليا جعل مناخها السهبي قاريا، حيث تزدهر فيه زراعة القمح والشعير والخضروات والحمضيات، وقد أضاف لها سد البلاعـة إمكانية ري مساحات واسعة.
تعتبر بئر العرش نقطة عبور هامة وهي البوابة الشرقية لولاية سطيف تقع في موقع استراتيجي جيد على الطريق الوطني رقم 5 حيث تقع بين مدينتين تجاريتين وهما تاجنانت بولاية ميلة والعلمة ولاية سطيف كما زودت المدينة بمركزين تجاريين كبيرين في قلب المدينة كما تعتبر دواوير التابعة للبلدية الرائدة في الجزائر من حيث تربية الأبقار.
كما تعتبر أحد أهم دوائر ولاية سطيف يبلغ تعداد سكانها حوالي 60.000 نسمة في مركز البلدية فقط.
وتحتوي بئر العرش على أحد أهم مصنع للمتفجرات في الجزائر (الديوان الوطني للمتفجرات) الذي يقع في المخرج الشمالي للبلدية
بلديات ومدن الدائرة:
تضـم دائرة بئر العرش كلا من:
-بلدية البلاعــة
-بلدية الولجة
-بلدية تاشودة
-بلدية الطاية (عسكريا فقط)

## اقتصاديـــا
تعتبر بلدية بئر العرش أكبر سوق على مستوى الشرق لتسويق البذور البطاطا، زيادة على كونها قبلة للمزارعين لهذا النوع من الزراعة الذين يقصدون البلدية من مختلف ولايات الشرق، بالإضافة إلى فلاحي المنطقة للتزود بهذه البذور لزراعة هذا المحصول الذي يعتبر مصدر للعائلة الجزائرية، حيث تصطف أكثر من 40 شاحنة يوميا على مستوى الطريق البلدي «بلهوشات» ببئر العرش بالقرب من الطريق الوطني رقم 5 وبطريقة نظامية، ومن مختلف الأحجام وجهات الوطن لعرض هذه البذور بمختلف أنواعها إذ يتم يوميا تسويق أكثر من 2000 قنطار، حيث يتم عرض البذور المحلية الغربية التي يتم إنتاجها في عين الدفلى، الشلف وغيرها، وأخرى صحراوية منتجة بواد سوف لإضافة إلى البذور المستوردة، وحسب العارفين بخبايا هذا المحصول فإن سوق بذور البطاطا عرف تراجعا في أسعارها هذه السنة وبنسبة 200 بالمائة مقارنة بالسنة الماضية، ويبلغ سعر الكيلوغرام الواحد من بذور البطاطا البيضاء من نوع «سبانتان المحلية» 10 دج فيما كان سعره السنة الماضية يقدر بـ 60 دج، أما سعر هذا النوع المستورد فبلغ سعر الكيلوغرام الواحد 20 دج فيما بيع السنة الماضية بـ 1200 دج، أما البطاطا الحمراء من نوع «ديزيري المحلية» فيقدر سعر الكيلوغرام حاليا بـ 20 دج فيما بلغ السنة الماضية 60 دج أما المستوردة فسعره يصل إلى 25 دج في الوقت الذي بلغ السنة الماضية 80 دج، أما سعر البطاطا من نوع «أموروزا» فيقدر بـ 25 دج في الوقت الذي بلغ السنة الماضية 80 دج، ومن ثمة فإن هذا السوق خلق حركة تجارية استحسنها البعض الذين وجدوا مصدر رزقهم به من خلال تعبئة أكياس البطاطا، وآخرون من خلال تأجير آلات الوزن للمتسوقين كما تفتح عشرات المحلات بالبلدية لعرض هذا المنتوج للبيع، ويستمر هذا السوق إلى غاية موسم الحصاد ليتحول إلى سوق لبيع كلأ الأنعام.

## السكان
حسب الإحصاء العام للديوان الوطني للإحصاء لسنة 2008 فقد بلغ عدد سكان بلدية بئر العرش 24,995 نسمة، بمعدل نمو 1.8 مقارنة بسنة 1998.